# 松丸俊彦
松丸 俊彦（まつまる としひこ）は、日本の元警察官で、危機管理アドバイザー、防災士である。

## 経歴
元警視庁外事第一課分析官。
中央大学卒業後、警視庁警察学校に入校。警視庁の警察官になる。
退職後、危機管理などのセキュリティ・コンサルタントを主な業務とする「オオコシセキュリティ・コンサルタンツ」のシニアコンサルタントを務めている。
国内外のテロ事件のニュース番組などにテロ対策解説者として出演しているほか、映画やテレビドラマにも警察監修者として作品に携わっている。
その他にも在京大使館のセキュリティ・コンサルタントなど在外公館を中心とするセキュリティ・アドバイザーも務める。また、国連英検各級面接試験対策読本の教材、警察官採用試験面接対策読本を販売している。